# Wetzlarer Neue Zeitung
Die Wetzlarer Neue Zeitung (WNZ) ist die Hauptausgabe der Zeitungsgruppe Lahn-Dill. Die verkaufte Auflage der Hauptausgabe beträgt 14.832 Exemplare, ein Minus von 53,5 Prozent seit 1998. Mit den vier weiteren Ausgaben der Zeitungsgruppe wird eine Gesamtauflage von 47.571 Exemplaren erreicht. Die Wetzlarer Zentralredaktion beliefert außerdem die Dill-Zeitung mit ihrem Mantel. Es ist das wichtigste lokale Presseorgan mit quasi-monopolartiger Stellung im Lahn-Dill-Kreis und darüber hinaus.
Die Wetzlarer Neue Zeitung und ihre Lokalausgaben beliefern auch das Nachrichtenportal www.mittelhessen.de, das monatlich über 500.000 Seitenbesuche zählt und damit zu den erfolgreichsten hessischen Nachrichtenseiten gehört.

## Geschichte
Die Wetzlarer Zeitungstradition lässt sich bis ins Jahr 1872 zurückverfolgen, als Ferdinand Schnitzler das Wetzlarer Kreisblatt herausgab. Diese Zeitung wurde 1873 in Wetzlarer Kreis- und Anzeigenblatt umbenannt, später in Wetzlarer Anzeiger. Die Zeitung erschien bis zum Ende des Zweiten Weltkriegs unter dem Herausgeber Carl Theodor Ferdinand Schnitzler, dem Sohn des Gründers.
Bereits im Jahr 1945 gelang es Johann Eifinger als politisch unbelastetem Redakteur zusammen mit Josef Hüsch von der Amerikanischen Besatzungsmacht eine Lizenz zur Herausgabe der Wetzlarer Neuen Zeitung zu erlangen. Am 1. Januar 1946 erschien unter der Zulassung Nr. 38 W der Nachrichtenkontrolle der Militärregierung die erste WNZ. Die Zeitung erschien dreimal wöchentlich im Rotationsdruck in einer Auflage von 20.000 Stück, gedruckt wurde in der Wetzlarer Weißadlergasse. Aufgrund der Papierknappheit waren auch Zeitungen damals Mangelware, der Umfang wurde an den Papiervorrat angepasst. Seit 1948 erscheint die Zeitung täglich. Der Mitherausgeber Josef Hüsch schied 1950 aus dem Verlag aus. 1952 fusionierte der Verlag mit der Verlegerfamilie Schnitzler und zog bald danach an den Karl-Kellner-Ring. Im Jahr 1970 wurde aus der Wetzlarer Verlagsdruckerei die noch heute bestehende Wetzlardruck GmbH. Im Jahr 1975 wurde der Grundstein für das Pressehaus am Hörnsheimer Eck im Süden Wetzlars gelegt, in dem seit dem 2. November 1976 alle Zeitungen gedruckt werden. Johann Eifinger starb am 29. Juni 1979. Der Verlag ist heute im Besitz der beiden Erben der Familien Eifinger und Schnitzler.
Das Erscheinungsgebiet der Zeitung wurde erst auf den Dillkreis, später auf den Oberlahnkreis und den Kreis Marburg-Biedenkopf ausgedehnt. Heute erscheinen sechs Lokalausgaben (als Kopfblatt) für mittelhessische Teilregionen. Diese haben eigenständige Lokalredaktionen, der redaktionelle Mantel wird aus Wetzlar geliefert.
Seit Juli 2023 ist Frank Kaminski Chefredakteur der Wetzlarer Neuen Zeitung. Er folgte auf Uwe Röndigs und Alois Kösters, der 2011 zur Magdeburger Volksstimme wechselte.
Im April 2018 wurde bekannt, dass sich die Wetzlardruck GmbH und der Gießener Anzeiger Verlags GmbH & Co KG (GAV) zu einem der umsatz- und auflagenstärkste Tageszeitungsverlag in Mittelhessen zusammenschließen will. An dem neuen Unternehmen sei die VRM Holding GmbH & Co. KG aus Mainz beteiligt sowie die Schnitzler Verlags- und Kinne Beteiligungs-GmbH aus Wetzlar. Die Beteiligungsgesellschaft Rossano-Eifinger wird als Gesellschafter von Wetzlardruck ausscheiden. Die Transaktion stehe allerdings unter dem Vorbehalt der kartellrechtlichen Genehmigung.

## Kritik
Die örtliche CDU und deren Vorsitzender Hans-Jürgen Irmer behaupteten, dass eine Benachteiligung der CDU in der Berichterstattung bei Veranstaltungen und durch das Ignorieren von Pressemitteilungen stattfinde. Irmer hatte in diesem Zusammenhang der Zeitung „Zensur“ vorgeworfen. Das Amtsgericht Wetzlar erließ am 8. Dezember 2000 auf Initiative der WNZ eine einstweilige Verfügung gegen den CDU-Politiker. Diese verbietet ihm die Bezeichnung der WNZ „als eine Zeitung, die ungerechtfertigte Zensur vornehme oder ihr unterliege“. Sollte Irmer dem zuwiderhandeln, müsste er bis zu 500.000 Mark Ordnungsgeld zahlen. Der „Fall Irmer“ sorgte bundesweit für Schlagzeilen. Bemerkenswert ist dazu, dass Irmer als Herausgeber des Anzeigenblatts Wetzlar Kurier ein direkter Konkurrent der Tageszeitung WNZ beim Anzeigengeschäft ist.

## Auflage
Die Hauptausgabe der Wetzlarer Neue Zeitung hat in den vergangenen Jahren erheblich an Auflage eingebüßt. Die verkaufte Auflage ist in den vergangenen 10 Jahren um durchschnittlich 4,5 % pro Jahr gesunken. Im vergangenen Jahr hat sie um 7,7 % abgenommen. Sie beträgt gegenwärtig 14.832 Exemplare. Der Anteil der Abonnements an der verkauften Auflage liegt bei 92,3 Prozent.
| 1998  | 1999  | 2000  | 2001  | 2002  | 2003  | 2004  | 2005  | 2006  | 2007  | 2008  | 2009  | 2010  | 2011  | 2012  | 2013  | 2014  | 2015  | 2016  | 2017  | 2018  | 2019  | 2020  | 2021  | 2022  | 2023  | 2024  |
| ----- | ----- | ----- | ----- | ----- | ----- | ----- | ----- | ----- | ----- | ----- | ----- | ----- | ----- | ----- | ----- | ----- | ----- | ----- | ----- | ----- | ----- | ----- | ----- | ----- | ----- | ----- |
| 31905 | 31712 | 31435 | 31243 | 30660 | 29985 | 29536 | 28906 | 28436 | 27900 | 27135 | 26434 | 25911 | 25370 | 24893 | 24254 | 23539 | 23119 | 22517 | 21805 | 21088 | 19829 | 19066 | 18458 | 17281 | 16062 | 14832 |